# فرانسوای دوم
فرانسوای دوم (به فرانسوی: François II) برای مدت کوتاهی بین ۱۰ ژوئیه سال ۱۵۵۹ تا هنگام مرگش در ۵ دسامبر سال ۱۵۶۰ پادشاه فرانسه بود. او همچنین دو سال پایان عمر خود از طریق ازدواج با ماری، ملکه اسکاتلند، پادشاه همسر اسکاتلند به حساب می‌آمد.

## نگارخانه

نشان فرانسوا، دوفان فرانسه و پادشاه ‌همنشین اسکات‌ها